# كلية الأطباء الأمريكية
كلية الأطباء الأمريكية (بالإنجليزية: American College of Physicians، وتُختصر إلى: ACP) هي منظمة وطنية أمريكية للأطباء الباطنيين، أُسست سنة 1915 بهدف ترقية علم الطب الباطني وممارسته. اندمجت الكلية سنة 1998 مع الجمعية الأمريكية للطب الباطني (بالإنجليزية: American Society of Internal Medicine)‏، التي أُسست سنة 1956 لدراسة الجوانب الاقتصادية للطب، وعُرفت في الفترة من 1998 إلى 2003 باسم ACP-ASIM، الذي يجمع بين اختصاري اسمي المنظمتين المندمجتين، قبل أن يستقر اسم المنظمة على «كلية الأطباء الأمريكية».
يبلغ عدد أعضاء الكلية اليوم نحو 148 ألف عضو، مما يجعلها أكبر منظمة تخصصية طبية في الولايات المتحدة.

## وصلات خارجية
- الموقع الرسمي للكلية (بالإنجليزية)